# Invisible (roman)
Pour les articles homonymes, voir Invisible (homonymie).
Invisible (titre original : Invisible) est un roman de Paul Auster publié en 2009 (2010 en France).

## Résumé
En 1967, Adam Walker étudie la littérature à Columbia où il fait la rencontre d'un mystérieux professeur français, Rudolf Born, qui lui propose de financer ses ambitions littéraires. Mais c'est la mort d'un homme qui scellera leurs destins...

## Éditions
Édition imprimée en anglais américain
- Invisible, éditions Henry Holt and Co., New York, 2009, 308 p.,  (EAN 9780805090802), (LCCN 2009002237).

Livre audio en anglais américain
- Invisible (lu par l'auteur), éditions Macmillan Audio, New York, 2009, 6 CD audio (7 heures),  (EAN 9781427208057), (LCCN 2010617741).

Édition imprimée en français
- Invisible (traduit de l'américain par Christine Le Bœuf), éditions Actes Sud, coll. « ettres anglo-américaines », Arles, 2010, 293 p.,  (ISBN 978-2-7427-8920-7), (BNF 42156819).

Livre audio en français
- Invisible (lu par Claude Lesko), éditions Thélème, Paris, 16 février 2011, 1 CD MP3 (8 heures 20 minutes),  (EAN 9782878626414)[1].